# Hetaeria linguella
Hetaeria linguella là một loài thực vật có hoa trong họ Lan. Loài này được (Carr) J.J.Wood & Ormerod mô tả khoa học đầu tiên năm 1994.